# ミゲル・ロペス
ウーゴ・ミゲル・アルメイダ・コスタ・ロペス（Hugo Miguel Almeida Costa Lopes, 1986年12月19日- ）は、ポルトガル・リスボン出身のサッカー選手。CFエストレラ・アマドーラ所属。元サッカーポルトガル代表。ポジションは両SB。
双子のヌーノ・ミゲル・ロペスも同じくサッカー選手で右SBでプレーしており、ユース時代はSLベンフィカ時代を除き、共に同じクラブに所属していた。

## 経歴

### クラブ
ロペスは、地元のSLベンフィカの下部組織を経てBチームでキャリアを開始したものの、チームが消滅したことで退団を余儀なくされ、翌年に下位リーグのCDオペラリオに所属することとなった。オペラリオで安定したプレーを披露したことで2007-08シーズンに2部のリオ・アヴェFCと契約を締結。リオ・アヴェでも移籍してすぐさま中心選手としてプレーし、2季目にクラブの2季ぶりとなるトップリーグ復帰に貢献した。
1部初挑戦となった2008-09シーズンは、ホームにSLベンフィカとFCポルトを試合で強豪相手に引き分けに持ち込む原動力となったことでビッグクラブから度々関心が寄せられた。その結果、2009年1月22日にポルトと2009年7月1日からの4年契約を締結し、また、これと同時にエジソンとカンデイアスがポルトからリオ・アヴェへ貸与されることも発表された。ポルト移籍1年目の2009-10シーズンは、ウルグアイ代表のホルヘ・フシーレと定位置争いを繰り広げたため、リーグ戦での出番は控え目なものとなったが、それでも公式戦出場17試合で13試合に先発出場した。
2010年8月下旬にアンドレ・ビラス・ボアス監督に新たに就任すると構想外となり、9月2日にスペイン2部のレアル・ベティスへ1年間貸与されることになった。ベティスではリーグ戦で丁度半分に出場し、3季ぶりとなる1部昇格に貢献した。2011-12シーズンは、同リーグのレアル・サラゴサへ移籍目前だったが、夏の移籍市場終了までに契約が纏まらず、またポルトへ復帰することも出来ず、半年間出場出来ない状態にあった。1月の移籍市場でよくやくプレーする場が見つかり、SCブラガへ貸与されることが決定。移籍当初は出番がなかったが、レアンドロ・サリーノの中盤起用や同選手の怪我に伴い徐々に出番が増え、最終的にリーグ戦で7試合に先発出場した。チームとしてはシーズンを3位で終え、UEFAチャンピオンズリーグ 2012-13予選の出場権を獲得。クラブ史上2度目となるUEFAチャンピオンズリーグ出場を目指すこととなった。
2012-13シーズンにポルトへ復帰し、9月29日に古巣リオ・アヴェ戦 (2-2) で頭で先制点を決めた。2013年1月8日にマラト・イズマイロフと入れ替わる形でスポルティングCPと5年半の契約を締結した。
2013年7月7日、オリンピック・リヨンへのレンタル移籍が決定した。
2015年8月6日にグラナダCFへ1年間のレンタル移籍が決定。
2016-17シーズンはアクヒサル・ベレディイェスポルへレンタル移籍し、その後、完全移籍となった。
2019年7月、カイセリスポルに2年契約で移籍した。
2021年12月、CFエストレラ・アマドーラに加入した。

### 代表
2012年5月14日、それまでA代表出場未経験だったものの、シーズン後半にクラブで好調だったことと、両サイドでプレー可能なことがパウロ・ベント監督に買われ、クラブでの同僚で同様に代表未経験のクストディオ・カストロと共にUEFA EURO 2012のメンバーに選出された。大会前の6月2日にリスボンで行われたトルコとの親善試合（1-3敗北）でA代表初出場を飾った。
2012年11月14日のガボンとの親善試合で代表初得点を挙げた。

## タイトル
ポルト
- プリメイラ・リーガ : 2012-13
- タッサ・デ・ポルトガル : 2009-10
- スーペルタッサ・カンディド・デ・オリベイラ : 2010, 2011, 2012

ベティス
- セグンダ・ディビシオン : 2010-11

スポルティング
- タッサ・デ・ポルトガル : 2014-15

アクヒサル・ベレディイェスポル
- テュルキエ・クパス : 2017-18
- TFFスュペル・クパ : 2018